# شهرستان بارتوشتسه
شهرستان بارتوشتسه (به لهستانی: Powiat Bartoszyce) یک شهرستان در لهستان است که در استان وارمی-ماسوری واقع شده‌است. شهرستان بارتوشتسه ۱٬۳۰۸٫۵۴ کیلومتر مربع مساحت و ۶۱٬۳۵۴ نفر جمعیت دارد.